# Guillem d’Areny-Plandolit

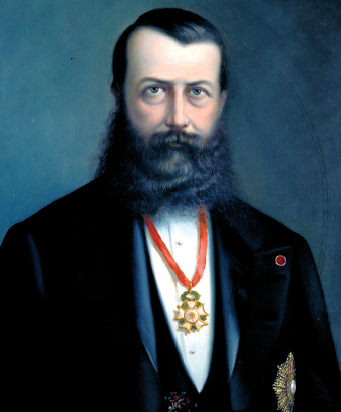
Guillem d’Areny-Plandolit 1866

Guillem Maria d’Areny i de Plandolit, 3. Baron Senaller y Gramenet (katalanisch Guillem Maria d’Areny i de Plandolit; * 19. Februar 1822; † 23. Februar 1876) war ein Adliger und Politiker aus Andorra.

## Leben

### Jugend
Guillem d’Areny-Plandolit wurde am 19. Februar 1822, in Seu d’Urgell geboren, in der Nähe des Fürstentums Andorra in den katalanischen Pyrenäen. Er war der einzige Sohn von Josep Plandolit Targarona und Maria Rosa Areny. Areny-Plandolit gehörte zu einer der prominentesten katalanischen Familien dieser Zeit mit einer langen Vorgeschichte mit industriellem und wirtschaftlichem Hintergrund, welche ihren Ursprung ins 17. Jahrhundert zurückführt.
Das Haus der Familie Areny-Plandolit liebte Lesen, Jagen und Squash. Die Bücher in der persönlichen Bibliothek sind heute nach dem der Familie Rossell der zweitwichtigste und erhaltenste Vermögensbestand im Nationalarchiv von Andorra. Im Inneren wurden rund 22.300 Dokumente, 121 Schriftrollen und 139 Bücher gefunden. Ganz zu schweigen von der Fotosammlung mit 4.000 Tafeln, die die Sammlung zur bedeutendsten der katalanischen Pyrenäen macht. Man kann sagen, dass es sich um einen wahren bibliografischen Schatz handelt, da es nicht nur Material aus dem Land, sondern auch ausländisches Material, beispielsweise aus Japan, enthält.
Seine Mutter starb neun Monate nach seiner Geburt im September 1822. Danach zog Josep mit seinem Sohn nach Andorra und ließ sich in Ordino nieder, wo er sich schließlich wiederverheiratete. Josep starb am 17. Juli 1843 im Alter von 55 Jahren nach langer Krankheit. 1841, im Alter von 19 Jahren, heiratete Areny-Plandolit Maria Dolores Parella, Baroness of Senaller. Sie hatten sieben Kinder, von denen fünf das Erwachsenenalter erreichten.

### Ermordung seiner Frau
Die Tragödie ereignete sich am 19. Juni 1855, als seine erste Frau in Barcelona ermordet wurde, wo die Familie Besitzungen hatte, welche sie oft besuchte. Ihr Angreifer Blas Durana Atauri stach in einer sorgfältig vorbereiteten Attacke 13 Mal auf sie ein. Das Verbrechen war im 19. Jahrhundert in Barcelona. Die damalige Öffentlichkeit war schockiert, weil der Status und die Persönlichkeit der Beteiligten und auch die bizarren Nachwirkungen besonders auffällig waren.
Durana war ein Colonel der Infanterie in der Spanischen Armee und war zu der Zeit in Barcelona stationiert. Er besuchte oft gesellschaftliche Veranstaltungen, wo er versuchte auf der sozialen Leiter aufzusteigen und Frauen hofierte. Er hörte von der Baroness und verliebte sich stürmisch in sie. Parella freute sich ursprünglich und tolerierte seine Komplimente, aber wurde unruhig, als Durana zunehmend oft bei denselben Veranstaltungen auftauchte und offenbar nicht nachgab.
Nachdem sie sich bei ihrem Ehemann beschwert hatte, Areny-Plandolit bat er seinen Freund, den Capitán general de Cataluña Juan Zapatero y Navas, um Hilfe. Zapatero stimmte zu, Durana nach Lugo in Galicien zu versetzen, um die Situation zu verbessern. Durana konnte jedoch seine liebestollen Belagerung durch Ausreden und Ergreifung jeder Möglichkeit nach Barcelona zurückzukehren weiterführen. Offensichtlich war er immer noch verliebt. Durch Frustration und Eifersucht wandelte sich seine Gefühle letztlich in Hass. Verzweifelt und erbittert, entschied er sich, Parella zu töten.

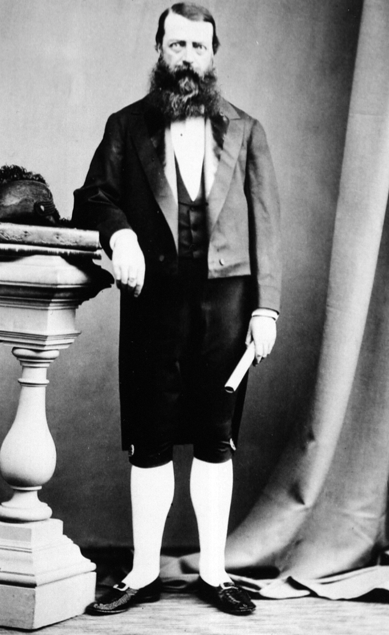
Areny-Plandolit 1866

Durana hatte am Tag der Attacke sorgfältig das Anwesen von Areny-Plandolit und Parella beobachtet und sich in einer gegenüberliegenden Gasse versteckt. Er attackierte die Baroness bei Sonnenuntergang, als sie letztlich aus dem Haus trat, um eine Theatervorstellung zu besuchen; sie verstarb innerhalb von Minuten. Er versuchte nicht zu fliehen und wurde schnell von einer lokalen Miliz gefangen genommen. Er identifizierte sich selbst und gab triumphierend sein Verbrechen zu.
Duranas Anwalt versuchte für seinen Mandanten auf die mentale Instabilität seines Klienten und führte frühere Vorfälle an um diese Argumente zu stützen. Jedoch wurde er schnell zum Tod durch die Garrote verurteilt. Auch wenn Durana während der Verurteilung ruhig blieb, kam die Methode der Exekution unerwartet. Er hatte erwartet, vor ein Erschießungskommando gestellt würde, eine passendere Exekutionsmethode für einen Colonel. Sein Antrag auf Wechsel der Exekutionsmethode wurde abgelehnt. Durana beging am Vorabend der Exekution mit Quecksilberzyanid Selbstmord, welches wohl durch einen Kameraden bei einem Besuch im Gefängnis eingeschmuggelt worden war.
Es hatte Gerüchte gegeben, dass der Prozess eine Farce sei und, dass der Colonel, aufgrund seines Ranges, irgendwie seinem Schicksal entkommen würde. Am Morgen der Exekution versammelte sich daher eine große Menschenmenge um das Ereignis zu beobachten. Um einen Aufruhr zu vermeiden, rollten die Behörden seinen Körper aus und führten die Exekution trotzdem durch; sie exekutierten somit seinen Leichnam. Areny-Plandolit nahm nicht ad der Beerdigung seiner ersten Frau teil und scheint nicht lange getrauert zu haben, wenn überhaupt. Er verheiratete sich nur etwas mehr als drei Monate später mit Carolina de Plandolit, seiner Cousine. Sie hatten 10 Kinder.

### Neue Reform
Andorra befand sich Mitte des 19. Jahrhunderts in einer Wirtschaftskrise. Areny-Plandolit führte Reformen (Nova Reforma) durch, um die aristokratischen und oligarchischen Strukturen aufzulösen, die bis dahin den Staat bestimmt hatten. Das politische System wurde weitgehend aufgrund der Privilegien einer kleinen sozialen Gruppe traditioneller wohlhabender andorranischer Familien regiert, zu welcher auch Areny-Plandolits eigene Familie gehörte. Diese Art oligarchischer Regierung machte es möglich, dass diese Gruppe alle Entscheidungen des Consell General de les Valls kontrollierte und die öffentlichen Ressourcen nach Gutdünken einsetzen konnte.
Die Familie Areny-Plandolit war die erste, die Schafzucht- und Stahlunternehmen gründete. Sie schlossen sich mit Rossell d’Ordino zusammen, um die Schmiede von Serrat und Puntal (farga del Serrat i del Puntal) zu gründen. Der Schnitteraufstand (Alçament dels Segadors, 1640) führte zur Schließung dieser beiden ersten Schmieden, aber es dauerte nicht lange, bis die Familie weitere eröffnete, bis 1753 ihre eigene gebaut werden konnte. Die Familie war auch verantwortlich für eine Botiga in Tàrrega und Träger-Truppen in Andorra.

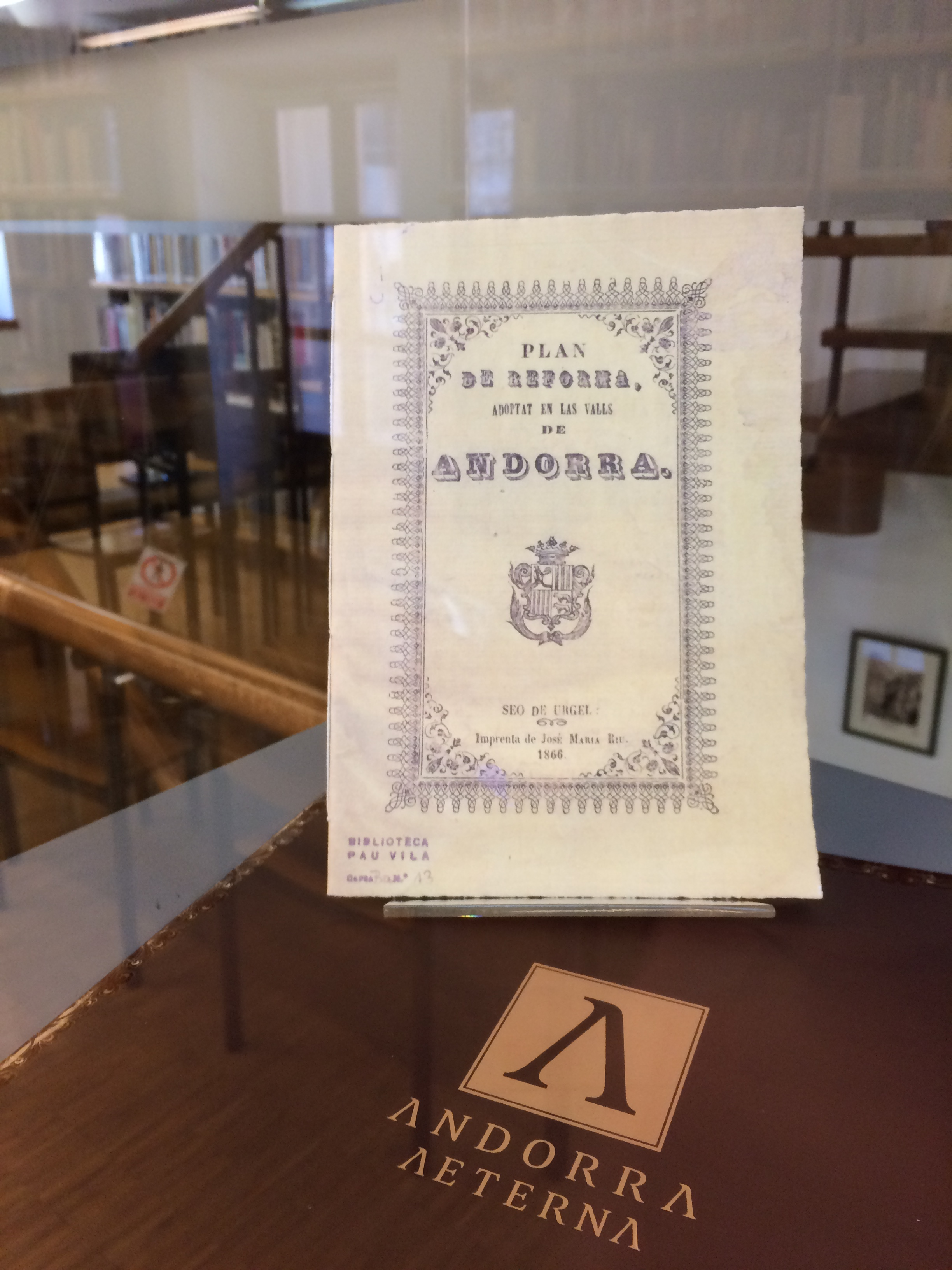
Plan der Nova Reforma

Mit einer Bevölkerung von schätzungsweise 4.000 Einwohnern, deren wirtschaftliche Macht wuchs, und die letztlich sogar die Wirtschaftskraft der ursprünglichen wohlhabenden Familien überflügelte, forderten mehr und mehr Stimmen soziale und politische Veränderungen. Das Consell General reagierte mit beständiger Zurückweisung und Inaktivität. Dies führte dazu, dass eine Gruppe von Reformern unter der Führung von Areny-Plandolit Treffen organisierte, wo diskutiert wurde, wie man am besten Reformen auf den Weg bringen könnte. Am 22. April 1866 wurde dann die Nova Reforma vom bischöflichen Kofürst, Bischof Josep Caixal i Estradé, erlassen und begründete die Basis der Verfassung Andorras und der Staatssymbole, wie der Flagge Andorras. Sie wurde drei Jahre später von Napoleon III. ratifiziert.
Die Reformen hatten verschiedene Effekte. Das wichtigste war, dass jeder Bürger dadurch das Stimmrecht erhielt. Außerdem versprach die Reform regelmäßige Wahlen; in diesem Fall sollten zwölf der 24 Consellers alle zwei Jahre gewählt werden, mit einer maximalen Amtszeit von vier Jahren. Zudem wurden die Posten von zwei Cònsol (Kommissare) geschaffen, welche die öffentlichen Ausgaben überwachten und eine Verschwendung von Ressourcen verhindern sollten. Nachdem er im Mai 1866 das offizielle Dokument der Reformen vorgelegt hatte, wurde Areny-Plandolit als erster Síndic General gewählt (Sprecher des Consell).

## Erstes Museum Andorras
Die Familie Areny-Plandolit brachte auch als erste eine gewisse Kultur ins Land, denn auf ihre Initiative hin wurde das erste Museum Andorras eröffnet. Es war ein Naturmuseum, da die Familienmitglieder die Kunst der Präparation beherrschten. Guillem d’Areny-Plandolit, der ebenfalls ein Liebhaber der Jagd war, wollte der andorranischen Bevölkerung die Tierarten näher bringen. 1866 gab es so gut wie kein kulturelles Angebot. In diesem Umfeld beschloss Pau-Xavier d’Areny-Plandolit, der Sohn von Guillem d’Areny-Plandolit, ein privates Museum zu eröffnen, das der Ausstellung präparierter Tiere gewidmet war. Der Naturforscher und Präparator besaß eine Sammlung vieler Tiere: Schlangen, Löwen, Elefanten, Giraffen. Das Museum erlebt 1935 seine Glanzzeit. An diesem Tag wurde das Zoologische Museum von Andorra eröffnet. Das Museum wurde jedoch abgerissen, als die Familie das Land verließ und an dem Standort das Auditori Nacional d’Andorra errichtet wurde. Aufgrund finanzieller Probleme der Familie wurde die Tiersammlung 1955 an das Museu de Zoologia Barcelona verkauft. Heute sind nur einige damals aufgenommene Fotografien erhalten, die vom ersten Museum des Fürstentums zeugen. Der Verkauf markierte den Endpunkt einer der bedeutendsten Adelsfamilien Andorras.

## Ehrungen
- Frankreich: Commandeur de la Légion D’Honneur.[30]
- Spanien: Comandante Grande des Orden de Isabel la Católica.[30]

Sein Anwesen, die Casa d’Areny-Plandolit, ist heute ein Museum und das Auditori Nacional d’Andorra. In seiner Heimatstadt, Seu d’Urgell, ist eine Straße, Carrer Guillem de Plandolit, nach ihm benannt.